# Вівсяники (Вілейський район)
Вівсяники (біл. вёска Аўсяннікі) — село в складі Вілейського району Мінської області, Білорусь. Село підпорядковане Ольковицькій сільській раді, розташоване в північній частині області.

## Історія
У 1921–1945 роках маёнтак знаходилось у Польщі, у Вільнюськім воєводстві, Вілейського повіту, у гміні Ілля.

## Населення
- 1866 рік — 108 людини, 10 будинків[1]
- 1921 рік — 234 людини, 42 будинків[2].
- 1931 рік — 248 людини, 47 будинків[3].